# Сокман II Насір ад-Дін
Сокман II Насір ад-Дін (*1121/1185 — 1185) — 1-й шахармен та 3-й бей Держави Шах-Арменідів з 1128 до 1185 року.

## Життєпис
Походив з династії Сокменли. Син курдського бея Ібрагіма та вірменської принцеси Тамти Мхаргрдзелі-Закарян. Народився у 1121 або 1122 році в Ахлаті. Його батько помер наприкінці 1126 або 1127 року. тому владу перейняв стрийко Ахмад I. Після смерті останнього у 1128 році беєм став Сокман II. Втім фактична влада належала його бабусі Інанч-хатун. У 1133 році військовими невдоволені її владою повалили Інанч, стративши її.
Поступово почав перебирати владу на себе. 1137 року стикнувся з небезепекою з боку іракського султана Масуда, який передав Ахлат своєму братові Сельджук-шаху. Останній вдерся до держави Шах-Арменів, проте жорстокі дії сельджуцьких військовиків призвели до опору феодалів. Завдяки цьому Сокман II змусив супротивника відступити. Того ж року відбив напад Тимурташ Хусам ад-діна, еміра Мардина та придушив повстання в Сасунському князівстві. після цього він прийняв титул шахармена.

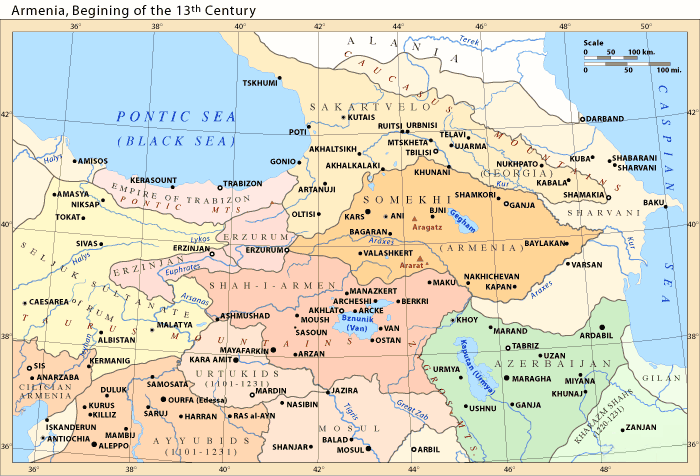
Держав Шах-Арменідів за Сокмана II

Задля зміцнення зовнішнього становища Секман II у 1145 році влаштував шлюби своєї сестри з сином мардиинського еміра Тимурташа, а сам оженився на доньці правителя держави Салтукідів — Ізз ад-Діна Салтука II. У 1146 році, скориставшись загибеллю атабека Імад ад-Дін Зенгі захопив у його спадкоємців міста Хізан та Маден. У 1154 році уклав союз зі своїм шваргом Алпи Наджм ад-діном, еміром Мардіна.
Водночас шахармен значні зусилля доклав для розвитку економіки держави: було зведено численні караван-сараї, мости, прокладено й поліпшено шляхи. Завдяки цьому міста Шах-Арменідів перетворилися на важливі центри посередницької торгівлі. Також двір Сокмана II був центром прибування численних вчених, поетів, художників та архітекторів.
У 1156 році в союз з Артукідами та Данішмендіами виступив проти Килич-Арслана II, султана Рума, проте союзники зазнали поразки у битві при Аксараї. 1157 року уклав мирний договір з румським султанатом. Слідом за цим розпочав походи проти Грузії. В цьому спирався на союз з Салтукідами. 1161 року було захоплено місто Ані. Втім у 1162 року грузини завдали поразки Салтукідам й захопили місто Двін. У 1163 році в союзі з Ільдегізідами Сокман II завдав поразки грузинському царю Георгію III. Водночас підкорено численні курдські племена на південь від озера Ван.
У 1164 році грузинські війська атакували Ані, але за підтримки Ільдегізідів вдалося відбити напад. Того ж року війська Сокмана II атакували грузинські землі. До 1164 року за ініціативи дружини Шахнабу архітектор Каракуш здійснив масштабну реконструкцію столицю держави — Ахлат. У 1169 році захопив вірменську область Мокк на південь від озера Ван. До 1170 року зумів розширити володіння на північ до річки Кури. Але у 1174 році цар Георгій III захопив Ані. У 1176 році в союзі з Ільдегізідами завдав поразки грузинам на Араській рівнині, завдяки чому того ж року відвоював міста Карс та Ані.
У 1182 році надав підтримку Ізз ад-Діну Зенгіду, еміру Мосула, супротивну Салах ад-діна, султана Єгипту і Дамаску, що призвело до тривалого конфлікту з Аюбідами. Помер у 1185 році, не залишивши спадкоємців. Владу захопив мамлюк Бег-Тимур Саїф ад-Дін.